# Георгина
Георги́на, также (в неспециализированной литературе) георги́н (лат. Dahlia), — род многолетних травянистых растений семейства Астровые (Сложноцветные) с клубневидными корнями и крупными цветками яркой окраски.
Род включает 42 вида весьма крупных многолетних растений с большими головками цветков, иногда шаровидными. У дикорастущих американских видов головка соцветия всегда состоит из цветков двух типов: по краям всего соцветия расположены язычковые, или не плодящие, цветки (как у подсолнечника), обычно белого цвета, а в середине (в диске) мелкие трубчатые жёлтые цветки, приносящие плоды. Большинство георгин всех оттенков относится к массе садовых разновидностей и махровых сортов, у которых все срединные цветки превращены культурой в неплодящие язычковые, вследствие чего соцветие делается плотнее, полнее, вплоть до шарообразной формы. Окраска цветков весьма разнообразна, встречаются красные, жёлтые и пёстроцветные формы.

## Этимология
Индейцы Мексики называли георгину «чичипатль», «акокотле», «кокошочитль». В испанской интерпретации это в различных вариациях означало «цветок с полым стеблем».
Латинское название растения — лат. Dahlia — было дано цветку в 1791 году испанским ботаником, директором ботанического сада Мадрида Антонио Каванильесом в честь шведского ботаника XVIII века Андерса Даля, ученика Карла Линнея. Русское название «георгина» было дано цветку в 1803 г. ботаником Карлом Вильденовом в честь петербургского академика — ботаника, географа и этнографа Иоганна Георги. Иван (Иоаганн) Георги (1729—1802) был немцем по происхождению, но работал и жил в России и считается русским учёным.
В неспециализированной литературе и разговорном русском языке цветок называют в мужском роде: «георгин».

## Ботаническое описание
Листья простые, попарно сидящие. Полые стебли достигают в высоту до 2,5 м. Корни клубневидно-утолщённые.
Многолетние травянистые растения с мясистыми, клубневидно-утолщёнными корнями. Надземная часть растений ежегодно отмирает до корневой шейки. Стебли прямые, ветвистые, гладкие или шероховатые, полые, до 250 см высотой. Листья перистые, иногда дважды или трижды перистые, реже цельные, от 10 до 40 см длиной, различной степени опушённости, зелёные или пурпуровые, расположенные супротивно. Соцветия — корзинки. Обёртка чашеобразная, состоящая из двух-трёх рядов зелёных листочков, сросшихся в основании. Краевые цветки язычковые, крупные, различной окраски и формы; серединные — трубчатые, золотисто-жёлтые или коричнево-красные. Плод — семянка. В 1 г около 140 семян, сохраняющих всхожесть до 3 лет.

## Распространение
Род объединяет, по разным данным, от 35 до 42 видов, распространённых преимущественно в горных районах Мексики, Гватемалы, Колумбии. Из дикорастущих в Америке видов георгин следует указать на Dahlia imperialis Roezl., достигающую до 6 метров высоты; цветки у неё двоякие: краевые — белые, неплодные, в небольшом числе, а срединные — жёлтые, плодящие; листья сложные.
Самым же распространённым по всей Европе (в садах) видом является Георгина переменчивая (Dahlia variabilis) Desf. (и её многочисленные формы), которая в диком виде имеет разноцветные краевые (язычковые) цветы и жёлтые в середине (трубчатые); из этого вида и развились во множестве форм современные георгины, цветущие в конце лета и осенью.

## Виды
По информации базы данных The Plant List, род включает 42 вида:
- Dahlia apiculata (Sherff) P.D.Sørensen
- Dahlia atropurpurea P.D.Sørensen
- Dahlia australis (Sherff) P.D.Sørensen
- Dahlia brevis P.D.Sørensen
- Dahlia campanulata Saar, P.D.Sørensen & Hjert.
- Dahlia cardiophylla S.F.Blake & Sherff
- Dahlia coccinea Cav.
- Dahlia congestifolia P.D.Sørensen
- Dahlia cordifolia (Sessé & Moc.) McVaugh
- Dahlia cuspidata Saar, P.D.Sørensen & Hjert.
- Dahlia dissecta S.Watson
- Dahlia dumicola Klatt
- Dahlia excelsa Benth.
- Dahlia foeniculifolia Sherff
- Dahlia hintonii Sherff
- Dahlia hjertingii H.V.Hansen & P.D.Sørensen
- Dahlia × hortensis Guillaumin
- Dahlia imperialis Roezl ex Ortgies
- Dahlia lehmannii Hieron.
- Dahlia linearis Sherff
- Dahlia macdougallii Sherff
- Dahlia maximiliana Hort. ex Hook.f.
- Dahlia maxonii Saff.
- Dahlia merckii Lehm.
- Dahlia mollis P.D.Sørensen
- Dahlia moorei Sherff
- Dahlia neglecta Saar
- Dahlia parvibracteata Saar & P.D.Sørensen
- Dahlia pinnata Cav.
- Dahlia pteropoda Sherff
- Dahlia purpusii Brandegee
- Dahlia repens Hartw. ex Benth.
- Dahlia rudis P.D.Sørensen
- Dahlia rupicola P.D.Sørensen
- Dahlia scapigera (A.Dietr.) Knowles & Westc.
- Dahlia scapigeroides Sherff
- Dahlia sherffii P.D.Sørensen
- Dahlia sorensenii H.V.Hansen & Hjert.
- Dahlia spectabilis Saar & P.D.Sørensen
- Dahlia tenuicaulis P.D.Sørensen
- Dahlia tenuis Robinson & Greenm.
- Dahlia tubulata P.D.Sørensen

## Исторические сведения об использовании
Первые сведения о георгинах попали в Европу через испанцев, обнаруживших цветы в 1525 году в Мексике. Индейцы использовали их для питания и как лекарство от эпилепсии, а полый стебель — в качестве дыхательных трубок.

## Культивирование

### История культивирования

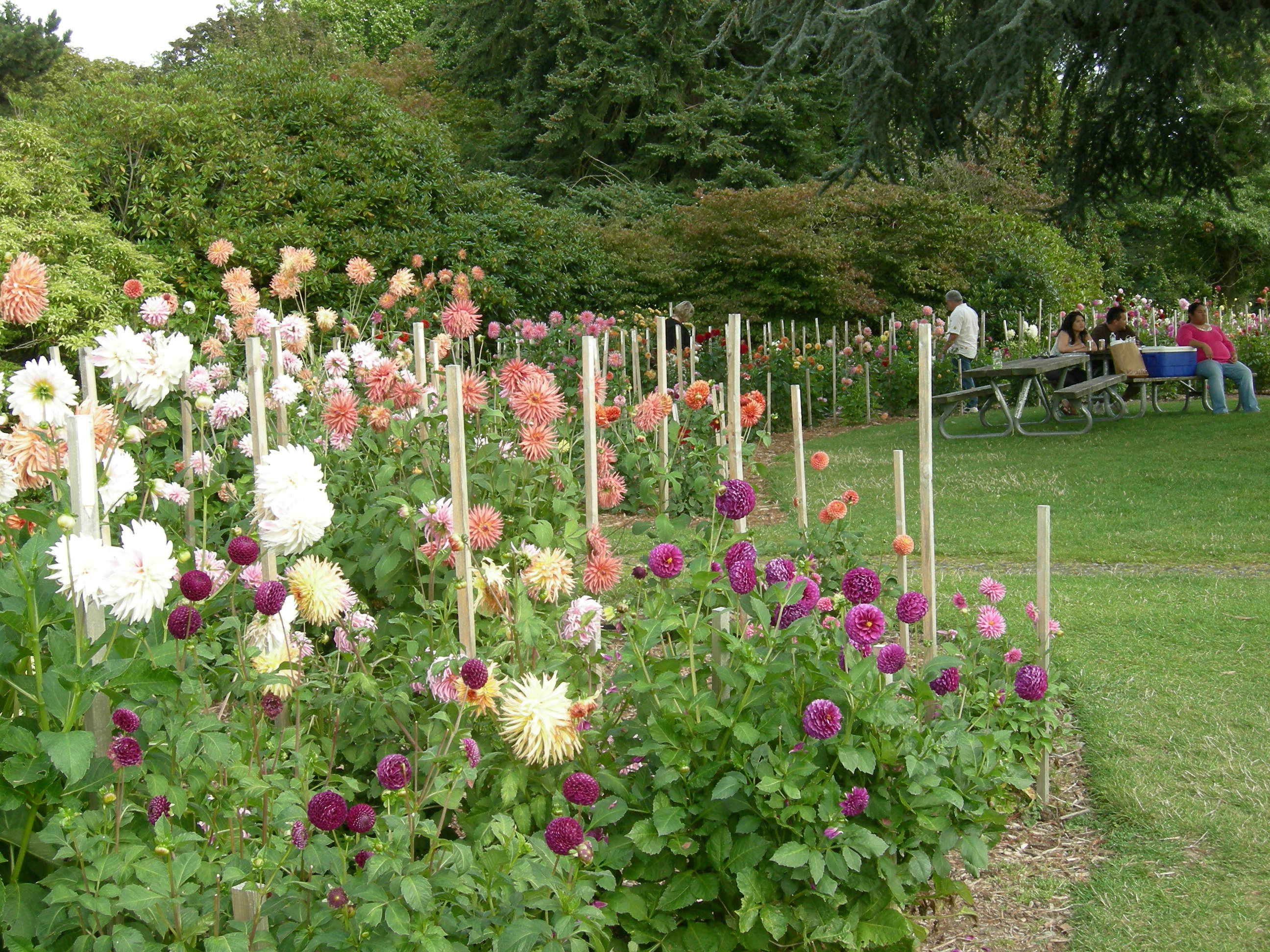
Общий вид Volunteer Park Dahlia Garden, Парк Волонтеров, Сиэтл, штат Вашингтон.

В 1787 году директор Мадридского ботанического сада А. Каванильес вырастил георгины из семян, присланных ему из Мексики. Из Испании георгины попали в Англию (1798), во Францию (1800) и одновременно в Германию.
Уже в 1808 году в Германии появились большие коллекции шарообразных махровых георгин. Эти цветы стали модной рыночной новинкой, один экземпляр хорошего нового сорта стоил до 10 фунтов стерлингов (около 100 золотых рублей). Коллекция георгин была собрана в саду у жены Наполеона — Жозефины.
В Россию георгины ввозили из-за рубежа. Так, уже в 1842 году в Москве и Петербурге можно было купить коллекции георгин, состоящие из 200 сортов.
В самом начале 1920-х годов Советское правительство закупило в США коллекцию георгин, которая была высажена на Братцевской станции новых культур. Затем сорта георгин стали поступать из-за рубежа в Главный ботанический сад Академии наук СССР, Тимирязевскую сельскохозяйственную академию. Всесоюзный институт растениеводства и другие научно-исследовательские институты и тресты зелёного строительства. Отсюда они распространились по всей стране. Пионерами отечественной селекции георгин стали Д. П. Козлов, Е. М. Титова и П. Я. Титов, А. А. Грушецкий, члены Московского общества испытателей природы, учрежденного при Московском государственном университете.
Регистрацией сортов георгин занимается Королевское садоводческое общество.

### Классификация сортов
Интенсивная селекционная работа, проводившаяся во многих странах мира на протяжении двух веков, привела к созданию огромного количества сортов георгин — сейчас их уже насчитывается несколько десятков тысяч. Они настолько разнообразны, что возникла необходимость в их садовой классификации.
В Брюсселе в 1962 году была выработана и принята международная классификация, которая заменила старые национальные. По этой классификации все сорта георгин разбиты на 10 секций (групп, классов):
| 1 — немахровые, 2 — анемоновидные, 3 — воротничковые, 4 — пионовидные, 5 — декоративные, | 6 — шаровидные, 7 — помпонные, 8 — кактусовые, 9 — полукактусовые, 10 — переходные (смешанные). |

К той или иной секции сорта причисляются по признакам махровости, строения и формы соцветия, и формы лепестков.
В 1983 году главным ботаническим садом АН СССР в справочном издании «Цветочно-декоративные растения» под редакцией В. Н. Былова была опубликована новая классификация, на основе которой сорта георгин объединяют в 12 классов:
| 1 — однорядные, 2 — анемоновидные, 3 — воротничковые, 4 — пионовидные, 5 — прямые кактусовые, 6 — кактусовые с изогнутыми лепестками, | 7 — шаровидные, 8 — помпонные, 9 — декоративные, 10 — нимфейные, 11 — смешанные, 12 — полукактусовые. |

В настоящее время ботанические виды в культуре не используются, уступив место сортам гибридного происхождения, объединённым под названием георгина культурная, или изменчивая (Dahlia ×cultorum Thorsr. et Reis.). Известно более 15 тысяч сортов.

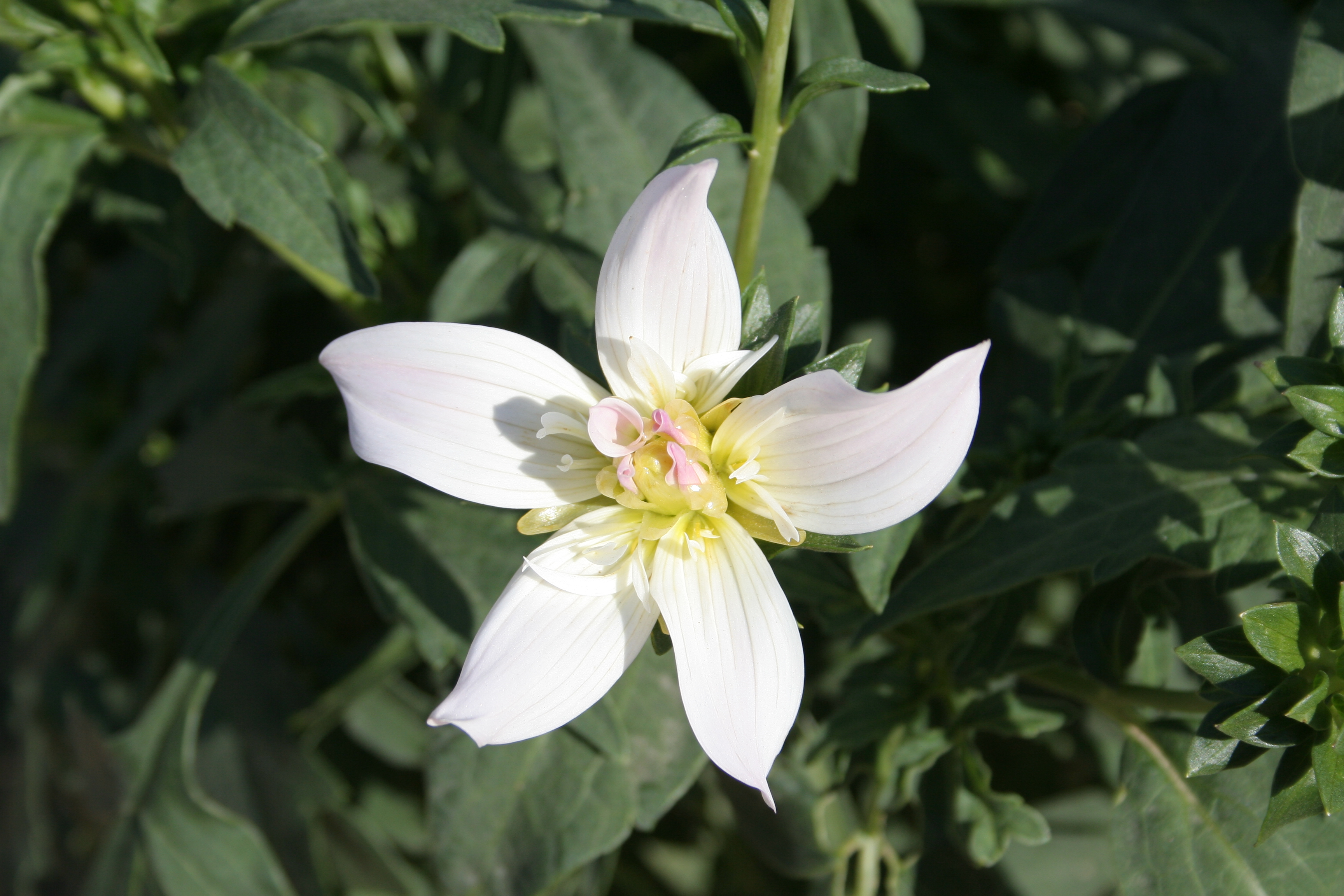
Георгина сорта Кристиан Лагадек, Франция
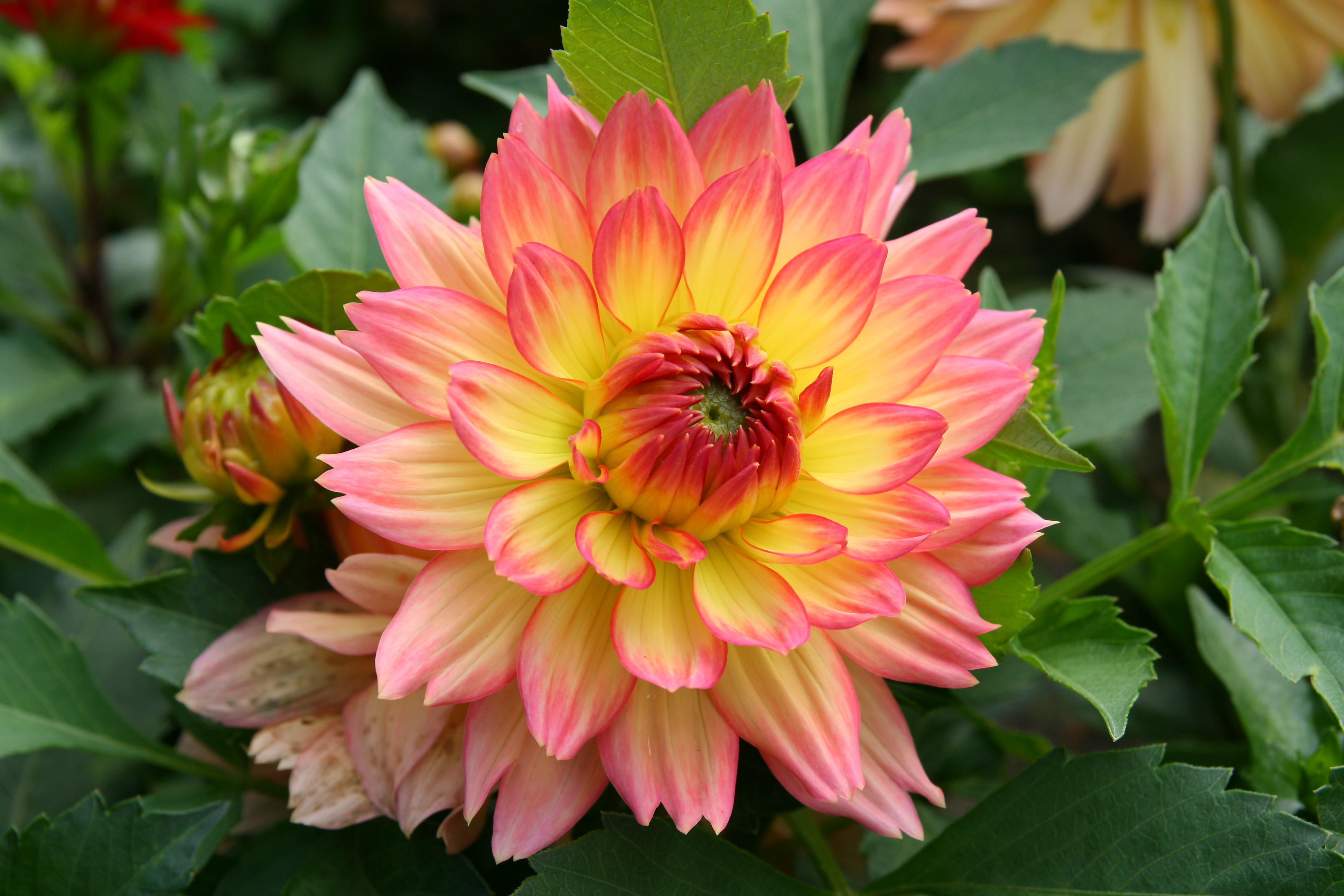
Георгина сорта Грейсленд
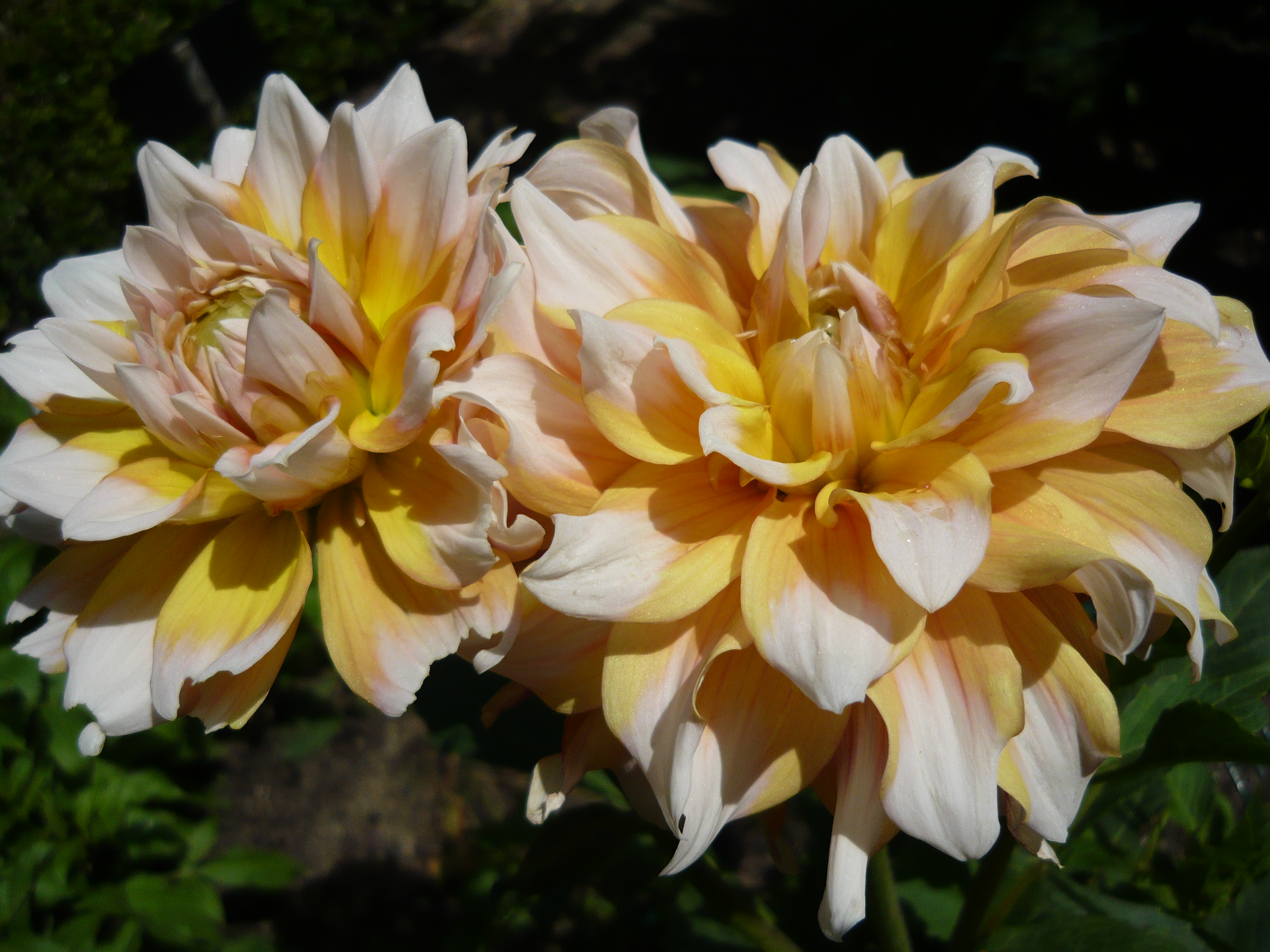
Георгина сорта Сиэтл в Королевском ботаническом саду Мадрида
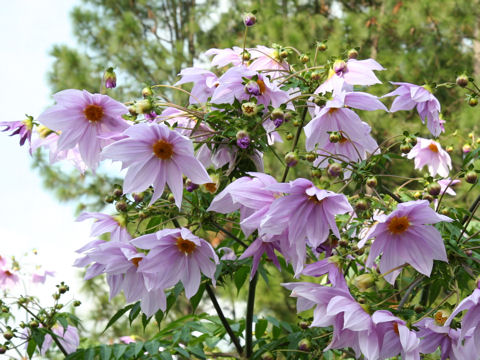
Мексиканские георгины, достигающие несколько метров в высоту
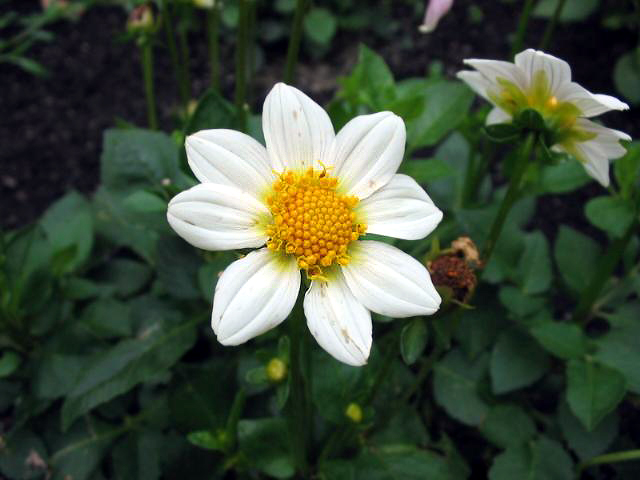
Однорядный сорт Бомбино
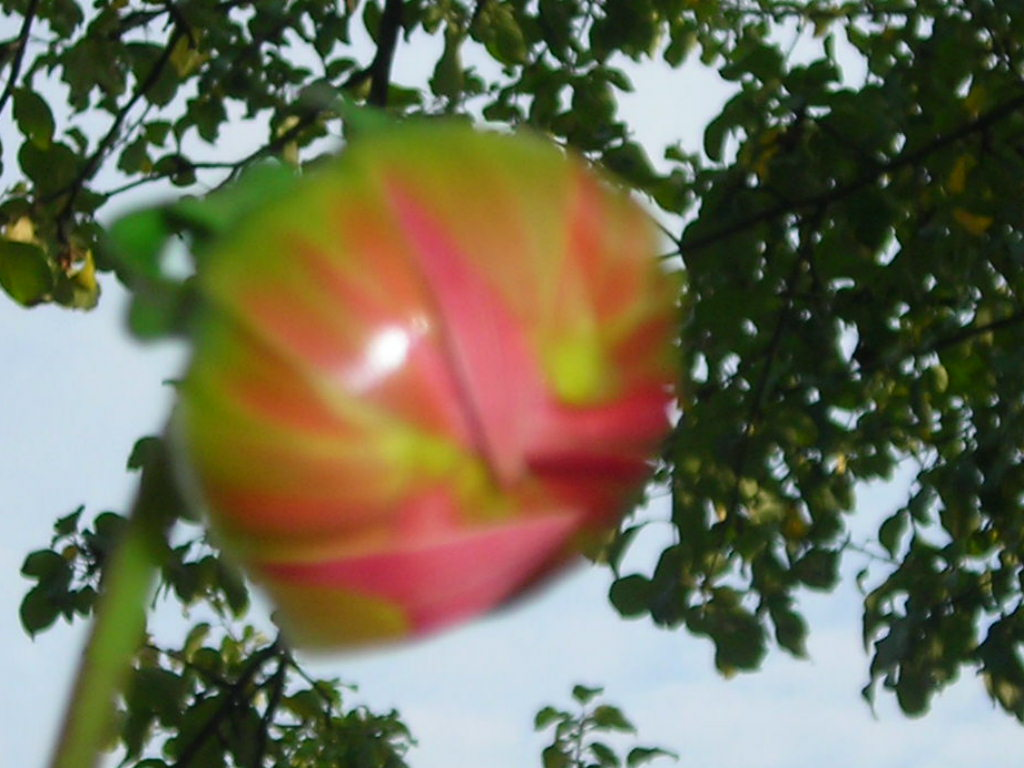
Бутон красной георгины
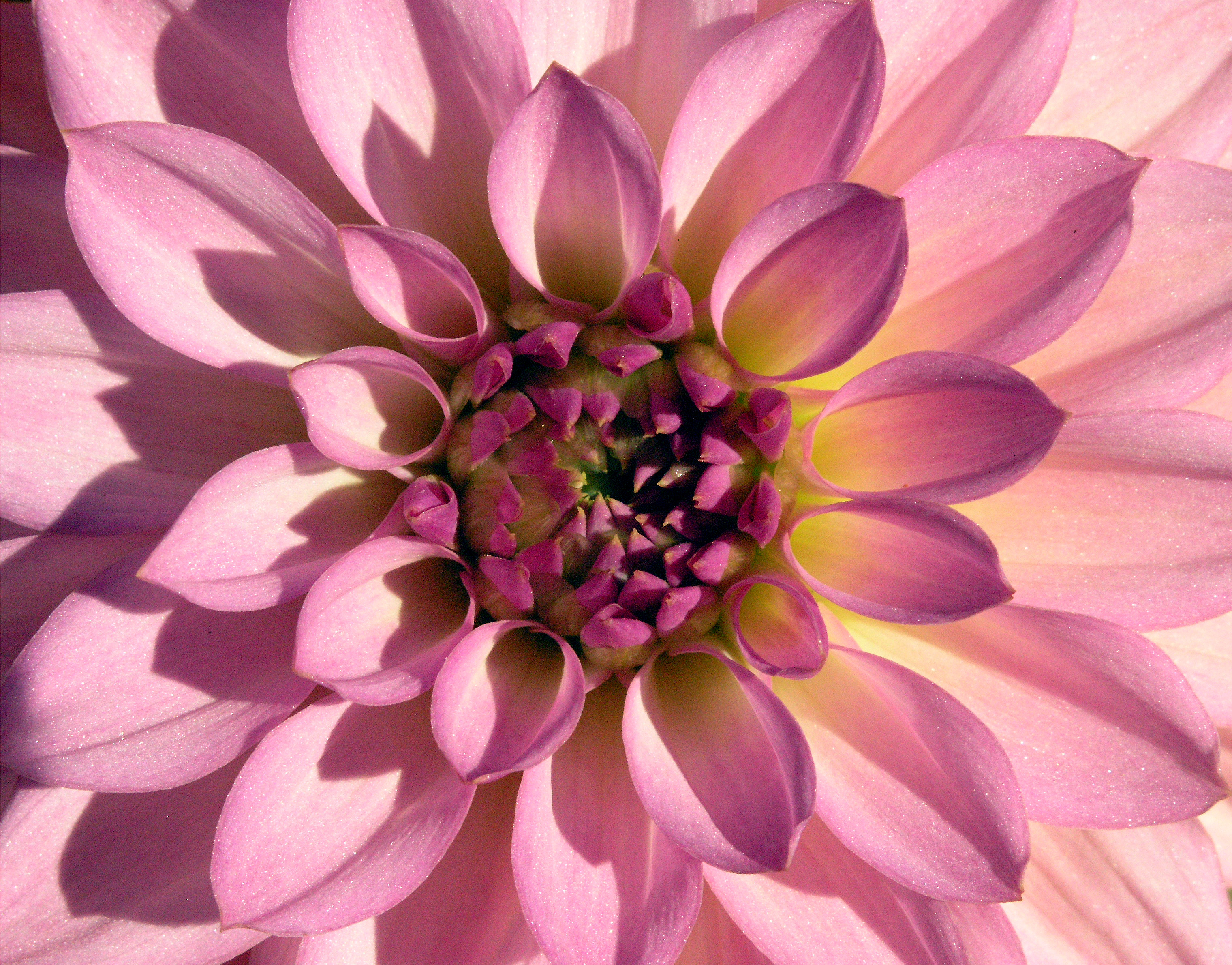
Пурпурная георгина, Портленд, штат Орегон, США
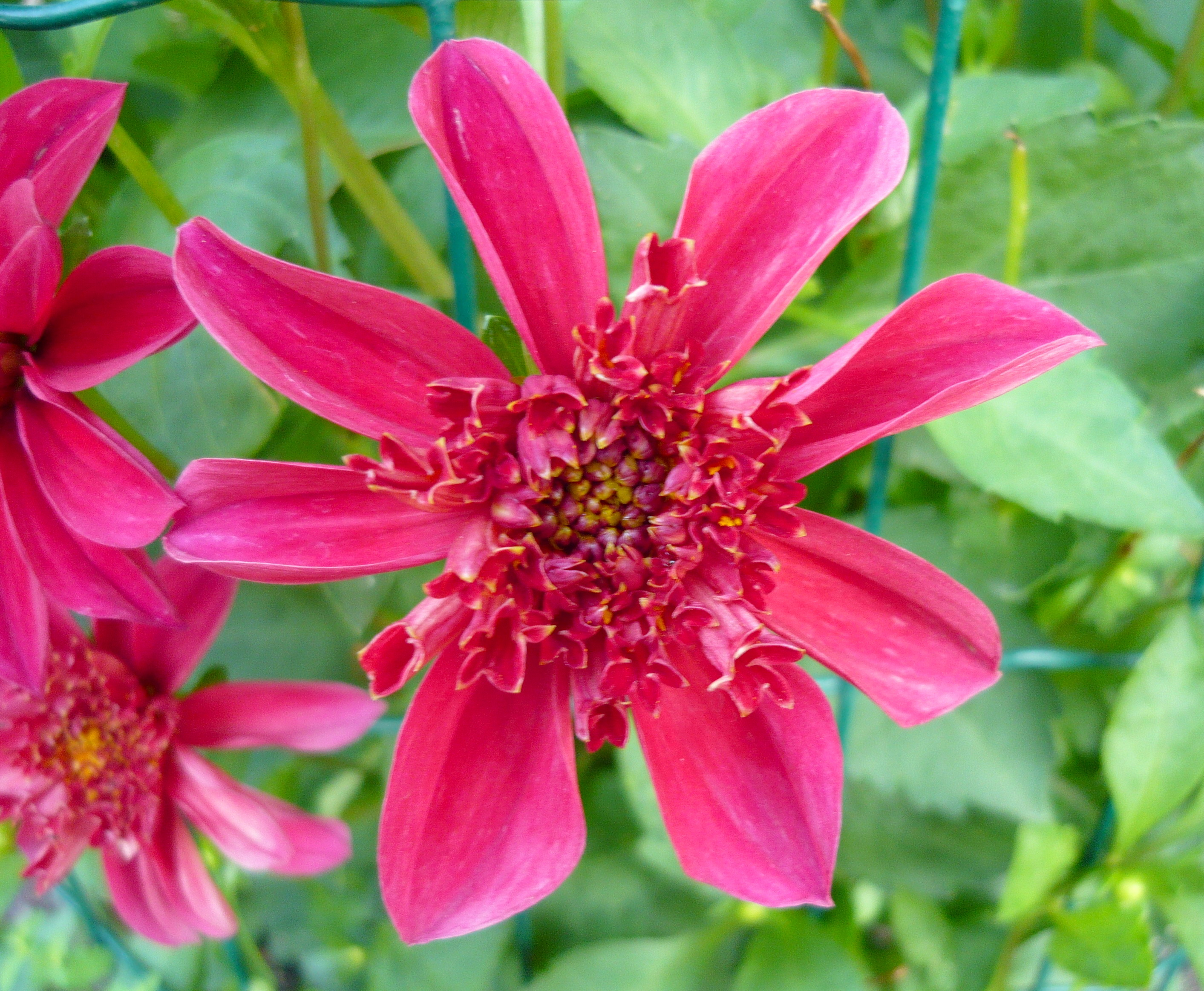
Анемонообразный сорт Фабел в Королевском ботаническом саду Мадрида
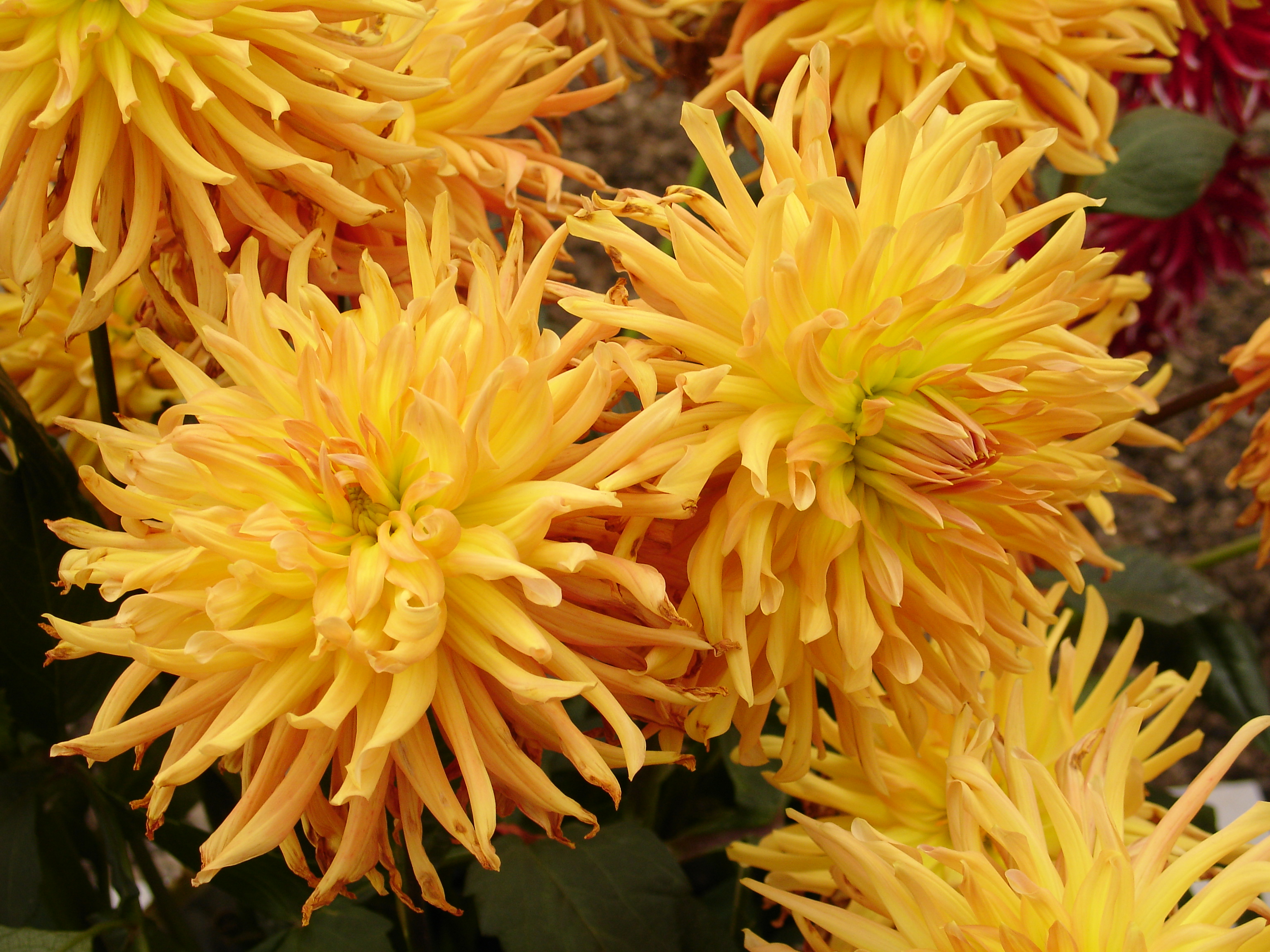
Жёлтая полукактусовая георгина
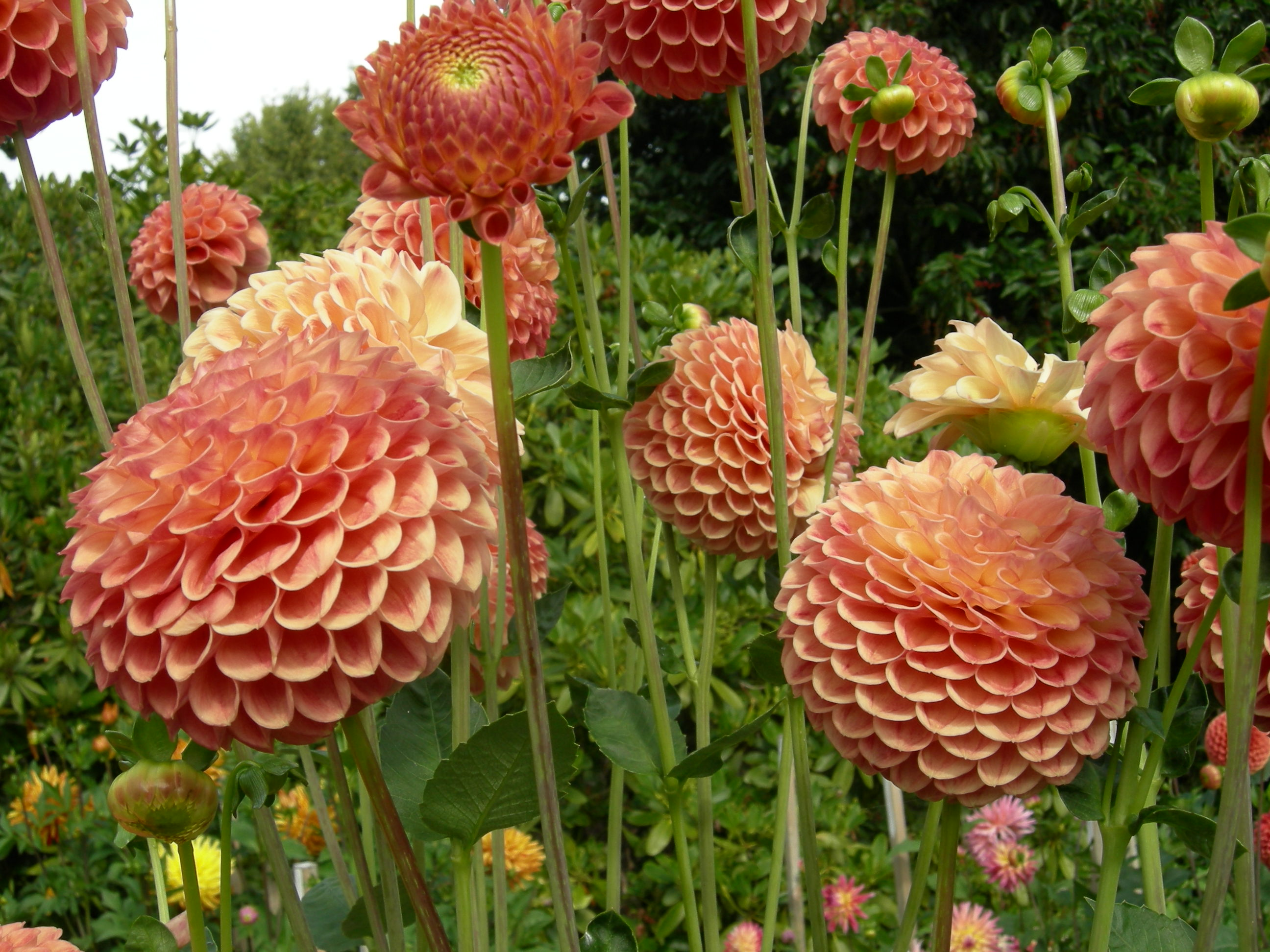
Помпонная георгина, Volunteer Park Dahlia Garden, Сиэтл, штат Вашингтон, США
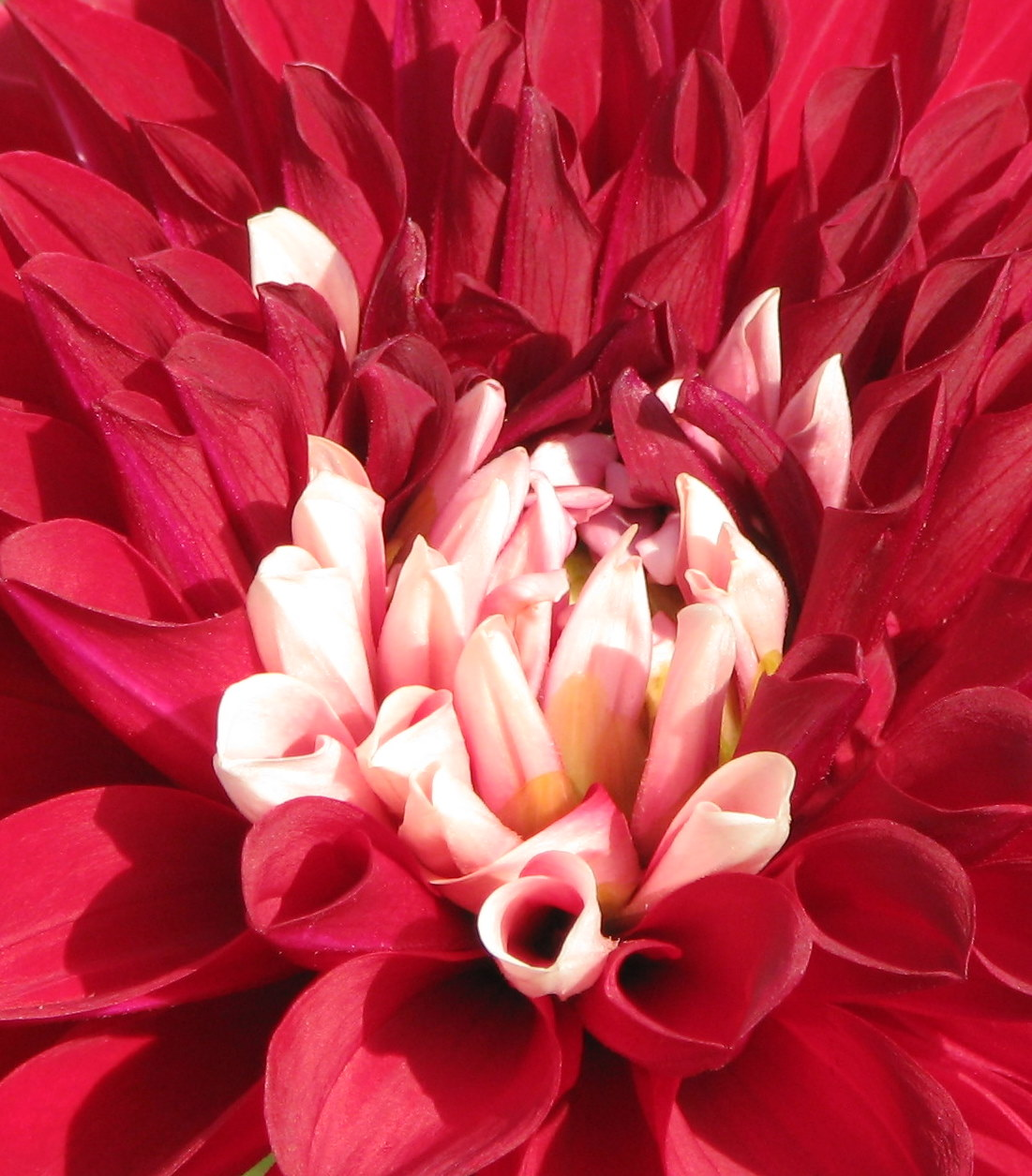
Двуцветная георгина
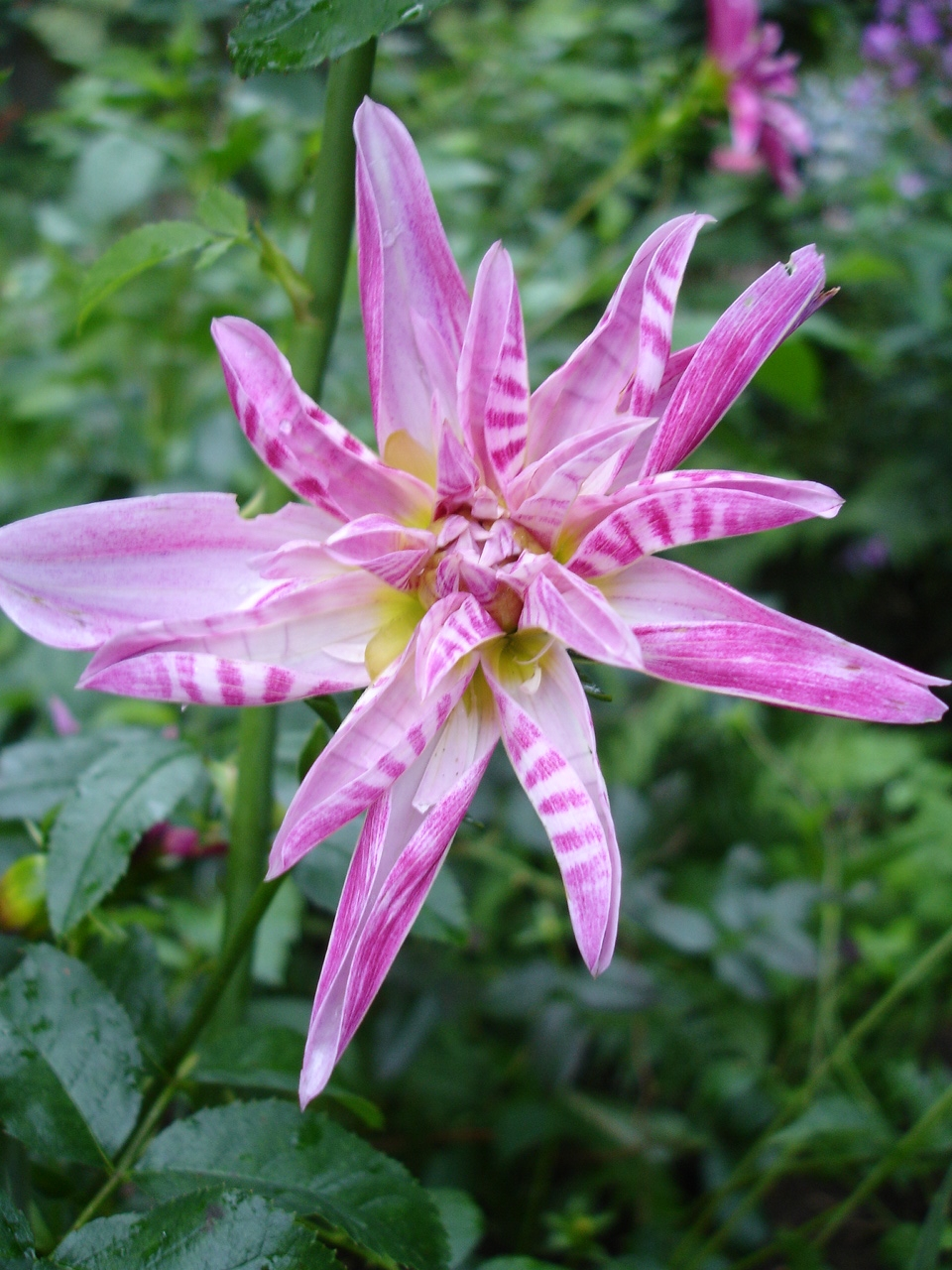
Орхидееобразный сорт

### Агротехника

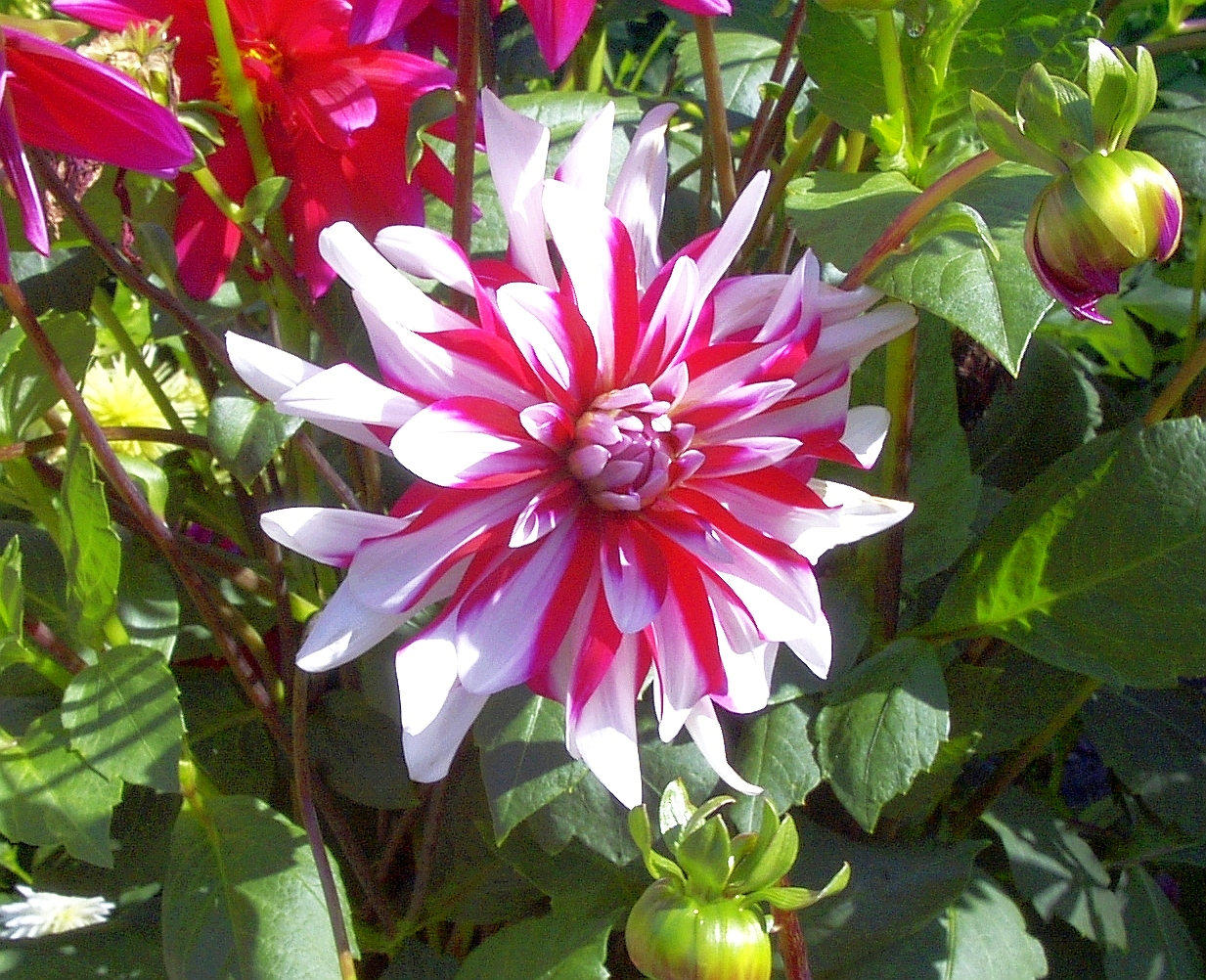
Гибридное растение

Для выращивания георгин выбирают солнечные, защищённые от холодных и сильных ветров места. На низких и заболоченных участках не выращивают. Расстояние при посадке зависит от высоты и формы куста того или иного сорта. Участок, выбранный для георгин, должен освещаться солнцем минимум шесть часов в сутки.
Георгины растут на любых почвах, но оптимальной для них является богатый перегноем садовый суглинок, рН 6,5—6,7. Хороша для георгин и удобренная песчаная почва. Участок, предназначенный под георгины, с осени вскапывают, а весной перекапывают.
В условиях средней полосы России подрощенные георгины высаживают в открытый грунт с 1 по 10 июня. Более ранняя посадка требует укрытии от весенних заморозков. Посадка клубня осуществляется в лунку по глубине равную штыку лопаты. В лунку кладут, если того требует почва, перепревший навоз, 20—30 г суперфосфата. Клубень до посадки в открытый грунт высаживают в горшки на подоконнике или в парнике. Предварительно на каждом клубне следует оставить не более двух почек, в дальнейшем остальные побеги выламывают, чтобы не ослабить рост главных. При правильной посадке корневая шейка должна быть на 2—3 см ниже уровня почвы. Растение после посадки подвязывают к прочной опоре 1—1,3 метра высотой.
Прищипка (остановка роста) должна осуществляться после образования 4—5 пар листьев.
Для более раннего цветения необходимо регулярно удалять появляющиеся пасынки — боковые побеги, отрастающие в пазухах листьев. Начиная с четвёртой пары листьев боковые побеги оставляют для формирования куста. Низкие сорта не пасынкуют. Для получения большего количества соцветий, пригодных для срезки, главных побег прищипывают над четвёртой парой листьев, образовавшиеся верхние боковые побеги — над второй. Удаляют центральный бутон, что приводит к удлинению и упрочнению цветоноса, увеличению размера соцветий. Если соцветия не были срезаны, то их удаляют, как только они начинают отцветать.
Подкормки проводят не раньше 6—7 дней после посадки, после обильного полива, с интервалом в 10 дней. С сентября полив и подкормки прекращают.

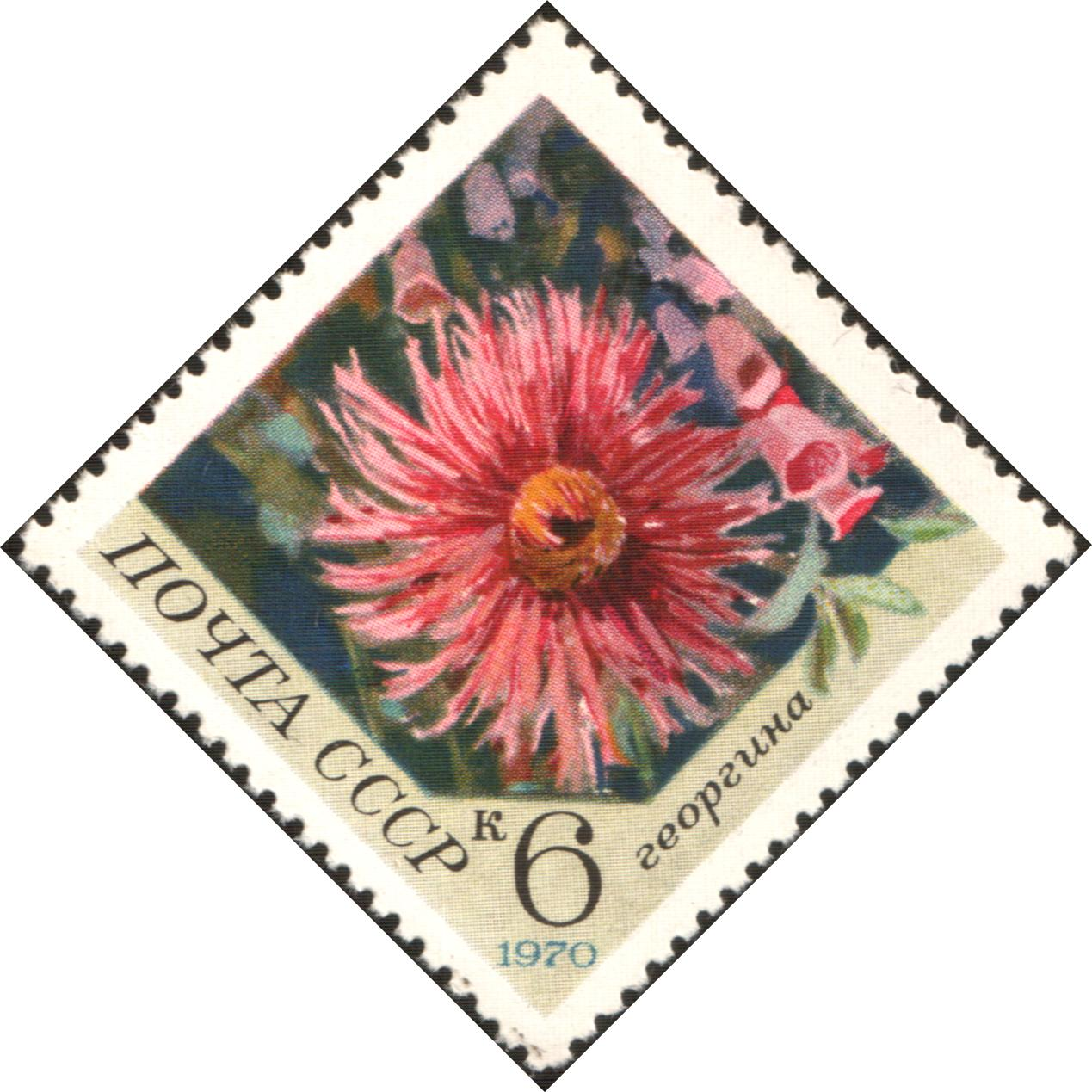
Георгина на почтовой марке СССР, 1970 год

Из вредителей на георгинах встречается слюнявая пенница, тля, цветоеды, слизни. Болезни: вирусная мозаика, мучнистая роса, бактериальный рак, серая гниль.
Выкопку георгин проводят в конце сентября — начале октября в зависимости от погоды сразу после полной гибели надземной части от сильных заморозков. Перед выкопкой стебли растений срезают на высоте 3—4 см от корневой шейки.
В течение зимы хранят в ящиках (80 × 50 × 60 см) выстланных плотной бумагой. На дно насыпается земля слоем 3 см, поверх неё рядами выкладываются клубни и полностью покрываются слоем земли. Сверху можно уложить ещё слой засыпанных землёй клубней. Заполненный ящик закрывается выступающими краями бумаги.
Существует несколько вариантов зимнего хранения клубней:
- На стеллажах в подполе при температуре 3—6 °C и относительной влажности воздуха 70 %. Чтобы не было застоя воздуха, три раза в неделю включают вентилятор на 20—30 минут.
- Погреба и подвалы с температурой плюс 1—7 °C и относительной влажностью воздуха 80—100 %. В таких условиях посадочный материал меньше высыхает и не прорастает раньше времени.
- Сухие и прохладные помещения, например, подвалы с температурой 1—10° и влажностью 50—80 %. Продезинфицированные клубни засыпают песком, размельченным торфом, опилками хвойных пород, вермикулитом или перлитом, заполняя все пустоты.
- В сухих и тёплых помещениях (квартира, отапливаемый погреб) клубни помещают в небольшие полиэтиленовые пакеты, пересыпав очень сухим изолирующим материалом (перлит, вермикулит, торф). Заполненный пакет плотно завязывают.
- В подвале огораживается место и делается настил из досок. Выкопанные в сухую погоду растения укладывают в опилки хвойных пород не просушивая. Надземная часть обрезается до высоты 35—40 см. Если растения были выкопаны в дождливую погоду, опилки не увлажняют[16].

Размножение: черенками, делением клубня и очень редко прививкой.
Низкорослые сорта пригодны для создания рабаток, бордюров, массивов. Большинство же сортов применяется в свободных композициях и групповых посадках, в одиночной — эффектны обильноцветущие или крупноцветные. Сорта с длинными и прочными цветоносами используют на срезку.